# 1878 en musique
| \| • Retour à la chronologie générale de la musique populaire • \| |
| XXIe siècle • XXe siècle • XIXe siècle • XVIIIe siècle XVIIe siècle • XVIe siècle • XVe siècle • XIVe siècle XIIIe siècle • XIIe siècle • XIe siècle • Xe siècle IXe siècle • VIIIe siècle • Haut Moyen Âge • Rome • Grèce |
| • Retour à la chronologie générale de la musique populaire • |

| • Retour à la chronologie générale de la musique populaire • |

| Années de la musique populaire : 1875 - 1876 - 1877 - 1878 - 1879 - 1880 - 1881    |
| Décennies de la musique populaire : 1840 - 1850 - 1860 - 1870 - 1880 - 1890 - 1900 |

## Événements

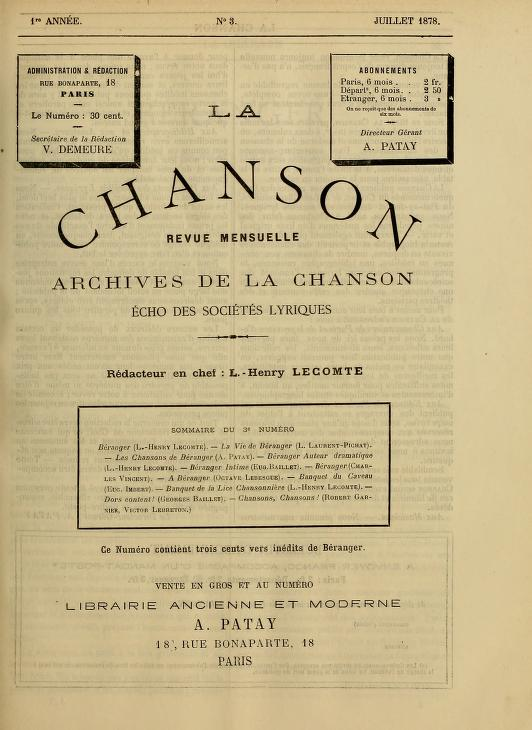
Numéro 3 de La Chanson, juillet 1878

- 1er mai : premier numéro de la revue mensuelle française La Chanson, publiée à Paris, consacrée aux goguettes et aux chansonniers, qui paraîtra jusqu'en 1881.
- juillet : grand rassemblement d'orphéons à Paris lors de l'Exposition universelle de 1878 : 650 ensembles vocaux ou instrumentaux regroupant 22 000 choristes et instrumentistes.
- Première attestation manuscrite de la chanson Aloha ʻOe (Adieu à toi) en hawaïen, écrite par  de Liliʻuokalani, dernière reine de Hawaï[1].
- Succès au Royaume-Uni de la chanson populaire russophobe By Jingo ! (« Nom d’une pipe »).
- Des ensembles espagnols de mandolinistes étudiants espagnols se produisent à l'Exposition universelle de 1878 à Paris [2].
- Tournée européenne de l'orchestre de Brass band militaire composé des 66 musiciens du 22e régiment de l'armée américaine, sous la direction du compositeur et chef d'orchestre Patrick Gilmore[3].
- Fondation à Londres de la société savante The Folklore Society (FLS), pour étudier entre autres la musique traditionnelle, le chant et la danse vernaculaires.

## Naissances
- 3 janvier : Julius Lenzberg, compositeur américain d'origine allemande de ragtime et jazz († 24 avril 1956).
- 3 mars : Susman Kiselgof, ethnomusicologue et folkloriste russe d'origine juive, qui a collecté des chansons folkloriques juives et des mélodies klezmer dans la Zone de résidence (région ouest de l'Empire russe), mort en 1939.
- 9 septembre : Charles d'Avray, poète, chansonnier, auteur-compositeur et interprète anarchiste français, mort en 1960.
- 19 octobre : Alphonse Picou, clarinettiste, compositeur, arrangeur et chef d'orchestre de jazz américain, mort en 1961.
- 5 décembre : Manuel Torre, chanteur (cantaor) et auteur de cantes flamenco espagnol, mort en 1933.

## Décès
- 27 mars : Gustave Baneux, corniste et compositeur français, auteur de polkas, quadrilles, valses, musique de scène et musique pour chansons († 12 juin 1825).
- 2 février : Josip Runjanin, officier serbe de l'armée d'Autriche-Hongrie, compositeur amateur ; il a notamment composé la mélodie de l'hymne national croate Lijepa naša domovino (° 8 décembre 1821).

- Date précise inconnue :
  - Francisco Ortega Vargas dit Fillo ou El Fillo, chanteur de flamenco espagnol, né vers 1820.